# Blyant
 For alternative betydninger, se Blyant (flertydig). (Se også artikler, som begynder med Blyant)
Blyanten, er et skriveredskab med en afsmittende kerne. I dag består stiften af en blanding af pulveriseret grafit og ler. Jo højere grafitindhold, jo blødere stift.
Stiftens hårdhed er som regel skrevet direkte på blyanten: H står for hard og B står for black. Jo højere tallet er, jo hårdere eller blødere. Grafitstiften kan have hårdheder lige fra de meget bløde "9B" til de meget hårde "9H" – de bløde stifter afsætter en tæt, mørk streg, mens de hårde laver en meget let, lys streg.
Hårdhedsgrader: 9H – 8H – 7H – 6H – 5H – 4H – 3H – 2H – H – F – HB – B – 2B – 3B – 4B – 5B – 6B – 7B – 8B – 9B. Den mest anvendte er HB. [kilde mangler]

## Historie
På et tidspunkt før 1565 (visse kilder siger så tidligt som 1500) fandt man en enorm aflejring af grafit nær Seathwaite Fell i Borrowdale, Cumbria i England; de lokale beboere havde fundet ud af, at det er velegnet til at mærke får med; grafitten er meget ren og stærk nok til, at man kan save det ud i stænger. Man har fundet grafit andre steder i verden, men til dato ingen steder i så ren form som ved Seathwaite Fell.
Ud fra den tids begrænsede kemiske indsigt gik man ud fra, at grafit var en form for bly, og den blev derfor kaldt for plumbago, som er latin for "opfører sig som bly". Selv om der aldrig har været bly i moderne blyanter, hænger navnet ved. Kronen overtog udvindingen af grafit fra Seathwaite Fell, fordi materialet var egnet til at fore de støbeforme, man støbte kanonkugler i — grafit til brug i blyanter måtte smugles ud.
Som bekendt er en tynd grafitstift skrøbelig, så i tidlige blyanter var stiften omviklet med enten snor eller fåreskind. Nyheden om denne nye opfindelse spredte sig hurtigt og tiltrak sig opmærksomhed fra kunstnere fra alle egne af den dengang kendte verden.
Grafit fra andre steder end Seathwaite Fell var ikke nær så rent og kunne ikke bruges direkte — i stedet måtte man knuse det og fjerne urenhederne, og så endte man med et pulver af grafit. Indtil det lykkedes at finde en måde at "samle" grafitpulveret til en blyantsstift, havde England et monopol på at fremstille blyanter. Disse blyanter, med deres karakteristiske, kvadratiske tværsnit og med en stift skåret ud af naturlig grafit forblev i produktion frem til 1860'erne. De første "konkurrerende" blyanter lavet af renset grafitpulver blev fremstillet i Nürnberg i Tyskland i 1662; de brugte en blanding af grafit, svovl og antimon. Selv om disse blyanter var brugbare, havde de langt fra de engelske blyanters kvalitet.
Idéen med at indkapsle stiften i et "hylster" af træ opstod i Italien. Man mener at parret Simonio og Lyndiana Bernacotti var først med et design til tømmerblyanter; denne blyant havde et nærmest elliptisk tværsnit. Til at begynde med blev denne type blyanter lavet ved at udhule en pind af enebærtræ for at skabe plads til grafitten inden i, men senere fandt man ud af, at det er meget nemmere at starte med to "halvdele" af træ"hylsteret", lægge grafitten i en fure skåret i træet, og derefter "samle" de to træ-dele omkring grafitten. Det er i store træk den metode, blyanter fremstilles efter den dag i dag; blot samler man en større "blok" af træ med adskillige stifter i, som siden bliver skåret ud til individuelle blyanter.
Idéen med at forsyne blyanten med et viskelæder stammer fra 1858, hvor Hymen Lipman fik et patent dateret den 30. marts på sådan en blyant. Dette patent blev dog senere annulleret med den begrundelse, at den nye opfindelse blot var en kombination af to eksisterende opfindelser.

## Tværsnittet af en blyant
Langt de fleste blyanter af i dag har et sekskantet tværsnit. Denne facon er behagelig at holde om og forhindrer samtidig blyanten i at trille, når den ligger på et bord. Andre blyanter laves med cirkelrundt tværsnit, primært af hensyn til dekorering eller et reklamebudskab trykt på blyanten. Der fremstilles også blyanter med trekantet tværsnit, angiveligt fordi denne facon skulle have gode ergonomiske og komfortmæssige egenskaber.

## Blyanter i rummet
Ifølge en vandrehistorie, der har cirkuleret siden 1970'erne, skal NASA have brugt en masse penge på at udvikle et skriveredskab, der modsat kugle- og fyldepenne ikke var afhængig af tyngdekraft for at virke. Pointen i historien er enten, at nogen langt inde i udviklingen af denne pen foreslog at bruge almindelige blyanter, eller at man i det sovjetiske rumprogram altid havde brugt almindelige blyanter.
Men historien er usand; gennem såvel Mercury- som Gemini-programmet brugte astronauterne blyanter; først efter branden i Apollo 1-rumfartøjet gik man over til en såkaldt "rum-pen", som i øvrigt var udviklet af en privat virksomhed uden brug af NASA-midler. Blyanter bruges stadigvæk i rummet, for eksempel på Den Internationale Rumstation.  Fordelene ved rumpennen er at knækkede stifter ikke svæver vægtløse rundt og at det ikke brænder i en atmosfære af ren ilt.